# Ludovicus Franciscus Cornelius Hubertus Michaël de van der Schueren
Ludovicus Franciscus Cornelius Hubertus Michaël ridder de van der Schueren ('s-Hertogenbosch, 29 september 1841 - Zevenaar, 10 januari 1921) was een Nederlands bestuurder.

## Levensloop
De van der Schueren was een telg uit het geslacht De van der Schueren en een zoon van provinciaal bestuurder Johannes Franciscus ridder de van der Schueren (1798-1880) en Sophia Henrica Maria van Bommel (1799-1880), telg uit het deels adellijke geslacht Van Bommel. Zijn vader werd in 1821 ingelijfd in de Nederlandse adel met de titel van ridder overgaand op alle mannelijke afstammelingen. In 1869 trouwde hij met Marie Hillegonda Charlotte Philippine de Nerée tot Babberich (1846-1924), telg uit het geslacht De Nerée. Ze kregen acht kinderen onder wie de latere burgemeesters Joannes Adrianus Alphonsus Josephus Maria ridder de van der Schueren (1876-1936), burgemeester van Ravenstein, en Fredericus Maria Alphonsus Josephus ridder de van der Schueren (1878-1965), burgemeester van Raamsdonk en Oosterhout.
In 1886 werd hij dijkgraaf van De Lijmers hetgeen hij tot 1917 zou blijven. Vanaf 1908 combineerde hij dat met het burgemeesterschap van Zevenaar, een ambt dat hij tot 2 oktober 1920 zou bekleden nadat hem op verzoek, wegens zijn leeftijd, eervol ontslag was verleend. Bovendien was hij van 1905 tot 1920 lid van Provinciale Staten van Gelderland. Hij was medeoprichter en voorzitter van de Nederlandse Boerenbond.
Hij was sinds 1911 Officier in de Orde van Oranje-Nassau. Hij overleed in 1921 op 79-jarige leeftijd.